# Dashanzhuang
Dashanzhuang (kinesiska: 大山庄乡, 大山庄) är en socken i Kina. Den ligger i provinsen Shandong, i den östra delen av landet, omkring 160 kilometer norr om provinshuvudstaden Jinan.
Genomsnittlig årsnederbörd är 702 millimeter. Den regnigaste månaden är juli, med i genomsnitt 264 mm nederbörd, och den torraste är mars, med 5 mm nederbörd.